# Triart Film
Triart Film AB, av företaget skrivet TriArt Film, är ett svenskt inköps- och distributionsbolag för film, bildat 2010 av Mattias Nohrborg tillsammans med andra från det tidigare filmbolaget Triangelfilm (som gick i konkurs 2007). Bolaget har sitt säte i Stockholm. Sedan 2016 ger Triart ut filmtidningen Point of View (POV). Sedan 2010 driver de också streamingtjänsten TriArt Play.